# Улица Николая Ветошникова
У́лица Никола́я Ве́тошникова — главная улица Заячьего острова в Трусовском районе Астрахани, проходит с севера на юг параллельно Волге, начинаясь от Продольной и Пушкинской улиц, пересекает Капитанскую, переулок Бутлерова и улицу Водников и заканчивается у безымянного проезда, соединяющегося с улицей Капитана Краснова.

## История
С 1957 по 1971 год называлась Центральной, затем получила современное название в честь Николая Николаевича Ветошникова, организатора и руководителя первых комсомольских отрядов в Астрахани.